# موتور ایوب برهانزهی
موتور ایوب برهانزهی یک منطقهٔ مسکونی در ایران است که در دهستان حومه (ایرانشهر) واقع شده‌است. موتور ایوب برهانزهی ۳۸ نفر جمعیت دارد.